# Nemophas grayii
Nemophas grayii là một loài bọ cánh cứng trong họ Cerambycidae.